# 平林朗
平林 朗（ひらばやし あきら、1967年11月26日 - ）は、日本の経営者。エイチ・アイ・エス社長、会長を務めた。

## 経歴
東京都出身。1986年に佼成学園高等学校を卒業し、1993年9月にエイチ・アイ・エスに入社。2007年1月に取締役を経て、2008年4月には社長に就任。2016年11月から2017年10月までに副会長を務めた。